# Athani (Erode)
Athani es una ciudad y nagar Panchayat situada en el distrito de Erode en el estado de Tamil Nadu (India). Su población es de 8430 habitantes (2011). Se encuentra a orillas del río Bhavani.

## Demografía
Según el censo de 2011 la población de Athani era de 8430 habitantes, de los cuales 4207 eran hombres y 4223 eran mujeres. Athani tiene una tasa media de alfabetización del 66,22%, inferior a la media estatal del 80,09%: la alfabetización masculina es del 73,28%, y la alfabetización femenina del 59,16%.